# Micșunea
Micșuneaua (Erysimum cheiri sau Cheiranthus cheiri) este o plantă erbacee din familia cruciferelor, cu flori parfumate, galbene-aurii, cultivată ca plantă ornamentală, nativă din Europa.

## Folclor
Apare în expresia românească când va face plopul pere și răchita micșunele.